# Sotto una pioggia di parole
Sotto una pioggia di parole è il terzo album degli Zero Assoluto, pubblicato il 22 maggio 2009 dall'etichetta RTI.

## Il disco
Il disco contiene la canzone Per dimenticare, singolo che ha anticipato l'uscita dell'album, il brano Cos'è normale, cantato con Federico Zampaglione e Volano i pensieri scritta con Saturnino e il cantautore Mafè Almeida.
I brani Per dimenticare, Cos'è normale e Non guardarmi così sono inseriti nel film Scusa ma ti voglio sposare, la cui colonna sonora è curata dagli stessi Zero Assoluto, Emanuele Bossi e i produttori Danilo Pao e Enrico Sognato.

## Tracce
1. Sotto una pioggia di parole - 3:19
2. Grazie - 2:50
3. Volano i pensieri - 3:38
4. Per dimenticare - 3:32
5. Ripensandoci - 3:19
6. L'infinito è dietro lei - 2:58
7. Roma (Che non sorridi quasi mai) - 4:04
8. Cos'è normale (feat. Tiromancino) - 3:19
9. Non guardarmi così - 3:03
10. Come la fortuna - 3:55

## Formazione
Gruppo
- Thomas De Gaspari – voce
- Matteo Maffucci – voce, tastiera

Altri musicisti
- Danilo Pao – basso, chitarra
- Enrico Sognato – basso, chitarra
- Saturnino – basso
- Andrea Pesce – tastiera, pianoforte
- Cristiano De Fabritis – percussioni
- Alessandro Canini – batteria
- Fabio Franceschini – basso

## Classifiche
| Paese  | Posizione raggiunta |
| ------ | ------------------- |
| Italia | 10                  |

### Andamento nella classifica italiana
| Posizione | 10 | 15 | 19 | 27 | 24 | 19 | 23 | 32 | 31 | 27 | 27 | 28 | 27 | 30 | 30 | 37 | 46 | 56 | 64 | 80 | 92 | 64 | 77 | 90 |